# Zaton, Šibenik
Zaton je naselje z manjšim pristaniščeem v Šibeniško-kninski županiji (Hrvaška).

## Geografija
Zaton je naselje, ki se razprostira okoli istoimenkega zaliva v spodnjem delu reke
Krke. Zaliv obkroža več gričev visokih okoli 100 m : Rastovac (136 m),
Križeva Glava (102 m), Glavica (147 m). Na obali so primerne plaže za kopanje. Manjše pristanišče pod naseljem je izpostavljeno južnim vetrovom, ki na koncu zaliva povzročajo valove. Na pomolu stoji svetilnik, ki oddaja svetlobni signal: Z Bl 5s.

## Prebivalstvo
| Pregled števila prebivalcev po letih | Pregled števila prebivalcev po letih | Pregled števila prebivalcev po letih | Pregled števila prebivalcev po letih | Pregled števila prebivalcev po letih | Pregled števila prebivalcev po letih | Pregled števila prebivalcev po letih | Pregled števila prebivalcev po letih | Pregled števila prebivalcev po letih | Pregled števila prebivalcev po letih | Pregled števila prebivalcev po letih | Pregled števila prebivalcev po letih | Pregled števila prebivalcev po letih | Pregled števila prebivalcev po letih | Pregled števila prebivalcev po letih |
| ------------------------------------ | ------------------------------------ | ------------------------------------ | ------------------------------------ | ------------------------------------ | ------------------------------------ | ------------------------------------ | ------------------------------------ | ------------------------------------ | ------------------------------------ | ------------------------------------ | ------------------------------------ | ------------------------------------ | ------------------------------------ | ------------------------------------ |
| 1857                                 | 1869                                 | 1880                                 | 1890                                 | 1900                                 | 1910                                 | 1921                                 | 1931                                 | 1948                                 | 1953                                 | 1961                                 | 1971                                 | 1981                                 | 1991                                 | 2001                                 |
| 422                                  | 782                                  | 621                                  | 781                                  | 972                                  | 1133                                 | 1321                                 | 1411                                 | 1184                                 | 1264                                 | 1371                                 | 1254                                 | 1084                                 | 1197                                 | 1098                                 |

V naselju živi okoli 1200 prebivalcev, ki se ukvarjajo s poljedelstvom, ribolovm in turizmom, del prebivalcev pa je zaposlen v šibeniški industriji.

## Zgodovina
Sedanje naselje se v starih listinah prvič omenja v 15. stoletju. V 16. stoletju je bila postavljena cerkev sv. Roka, kasneje pa še cerkev sv. Jurja. Obe cerkvi sta bili v 18. stoletju predelani v baročnem slogu.
Ob obali v bližini naselja leži jama Tradanj, v kateri so arheologi odkrili najdbe iz obdobja od neolitika do rimske dobe.